# Cerkiew prawosławna św. Dymitra w Bodakach
Cerkiew pod wezwaniem św. Dymitra – prawosławna cerkiew filialna w Bodakach. Należy do parafii Świętych Kosmy i Damiana w Bartnem, w dekanacie Gorlice diecezji przemysko-gorlickiej Polskiego Autokefalicznego Kościoła Prawosławnego. Położona na małopolskim Szlaku Architektury Drewnianej.
Świątynia znajduje się w pobliżu kościoła rzymskokatolickiego św. Dymitra (dawnej cerkwi greckokatolickiej).
Jest to budowla drewniana, oszalowana, orientowana, bezwieżowa, trójdzielna. Nawa jest szersza od babińca i prezbiterium. Dach blaszany, z dwiema kopułami (nad nawą i prezbiterium). Wewnątrz znajduje się skromny, drewniany ikonostas.
Świątynię wzniesiono w latach 1932–1934, w wyniku konwersji części mieszkańców wsi na prawosławie (tzw. schizma tylawska).
Cerkiew zbudował miejscowy cieśla Wasyl Frencko. Po wysiedleniu ludności w ramach akcji „Wisła” (1947), obiekt zamieniono na stodołę. Ponowne otwarcie cerkwi nastąpiło w 1957. Od tego czasu świątynia była wielokrotnie remontowana, m.in. w 2005 wymieniono pokrycie dachu.
Nabożeństwa w cerkwi odprawiane są w większość niedziel. Święto patronalne obchodzone jest 8 listopada (według starego stylu 26 października).
Cerkiew została wpisana do rejestru zabytków 3 marca 2006 pod nr A/45/M.

## Galeria

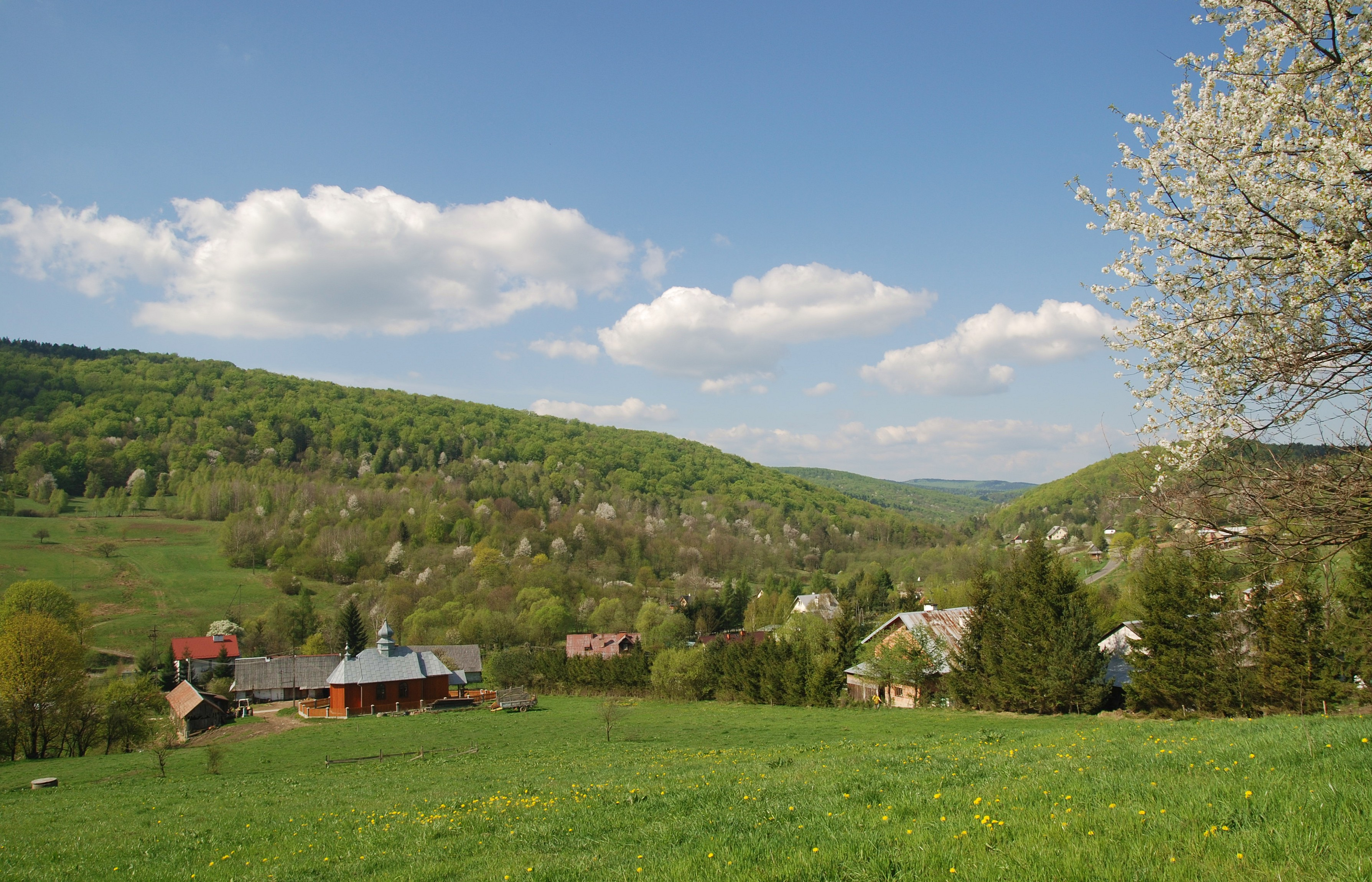
Widok ogólny
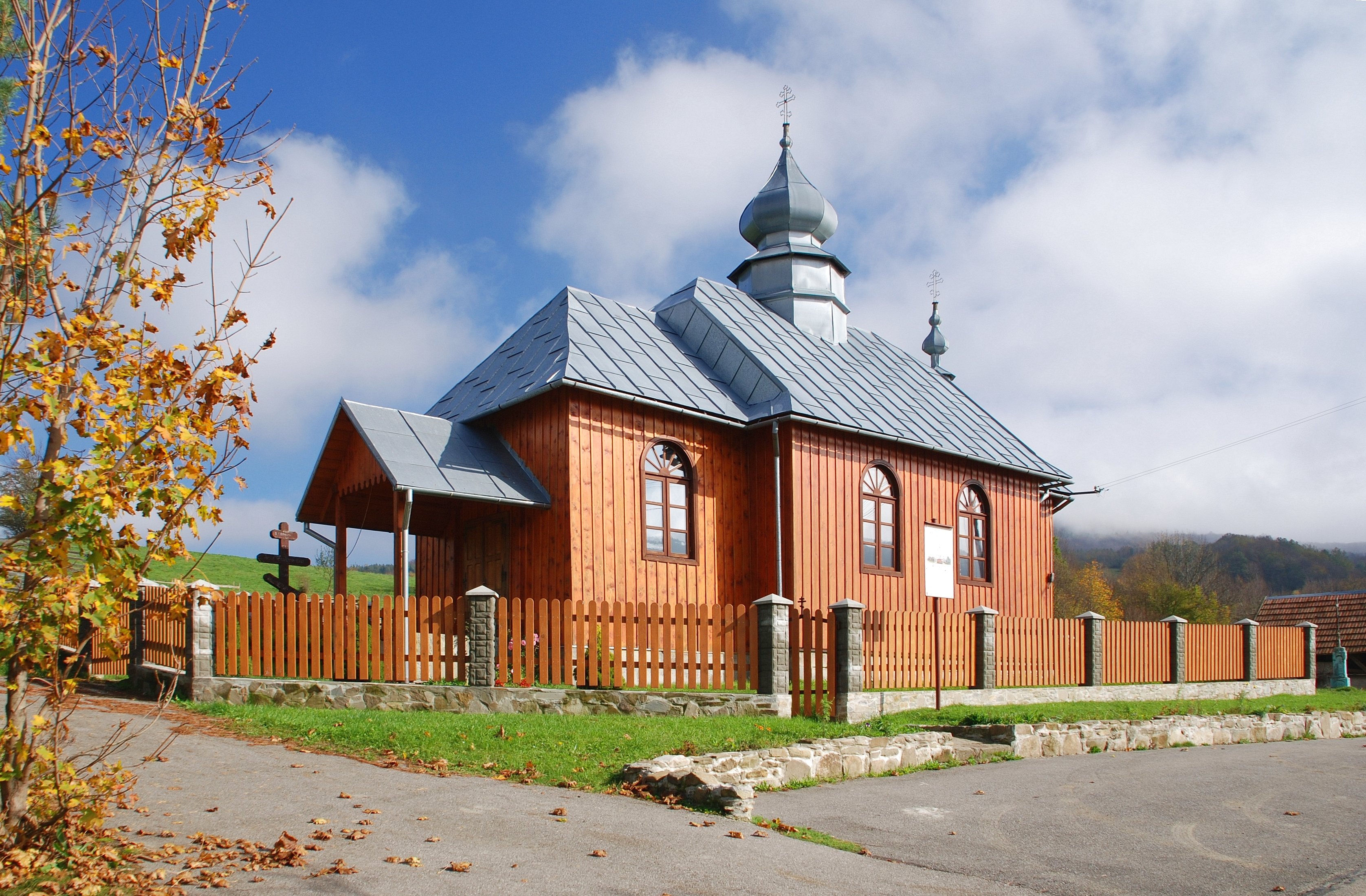
Widok od strony zachodniej
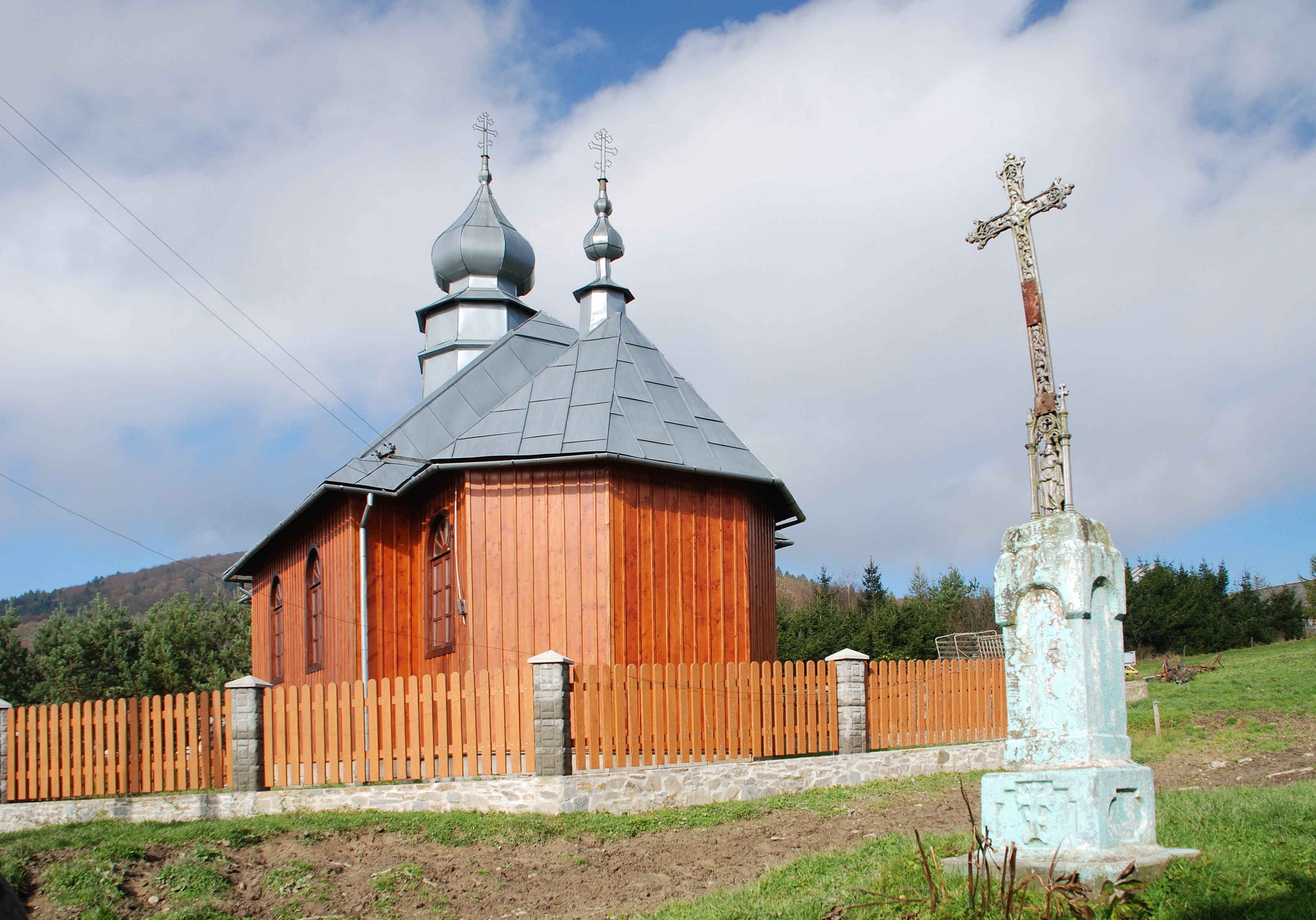
Widok od strony wschodniej
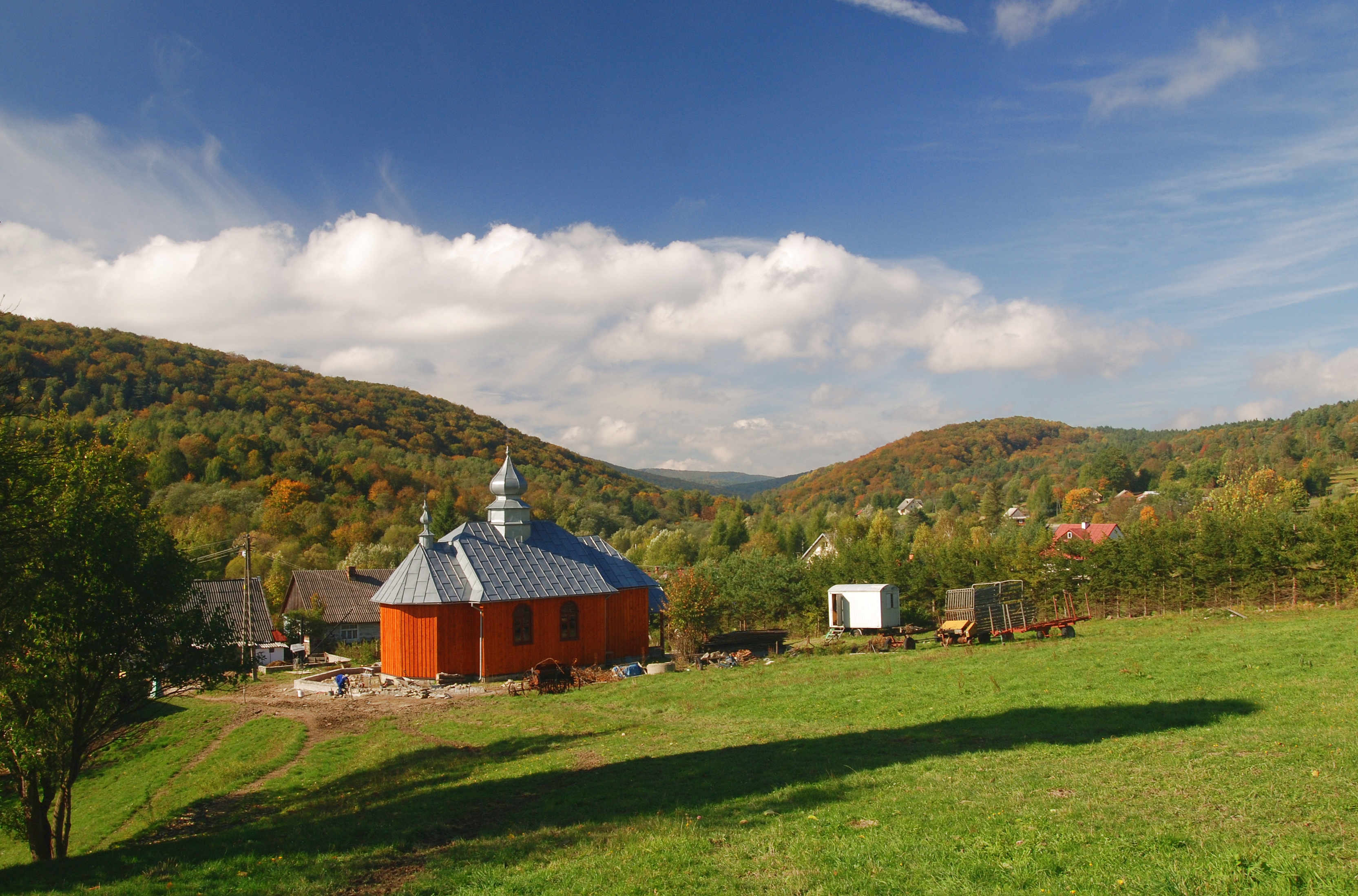
Jesienią
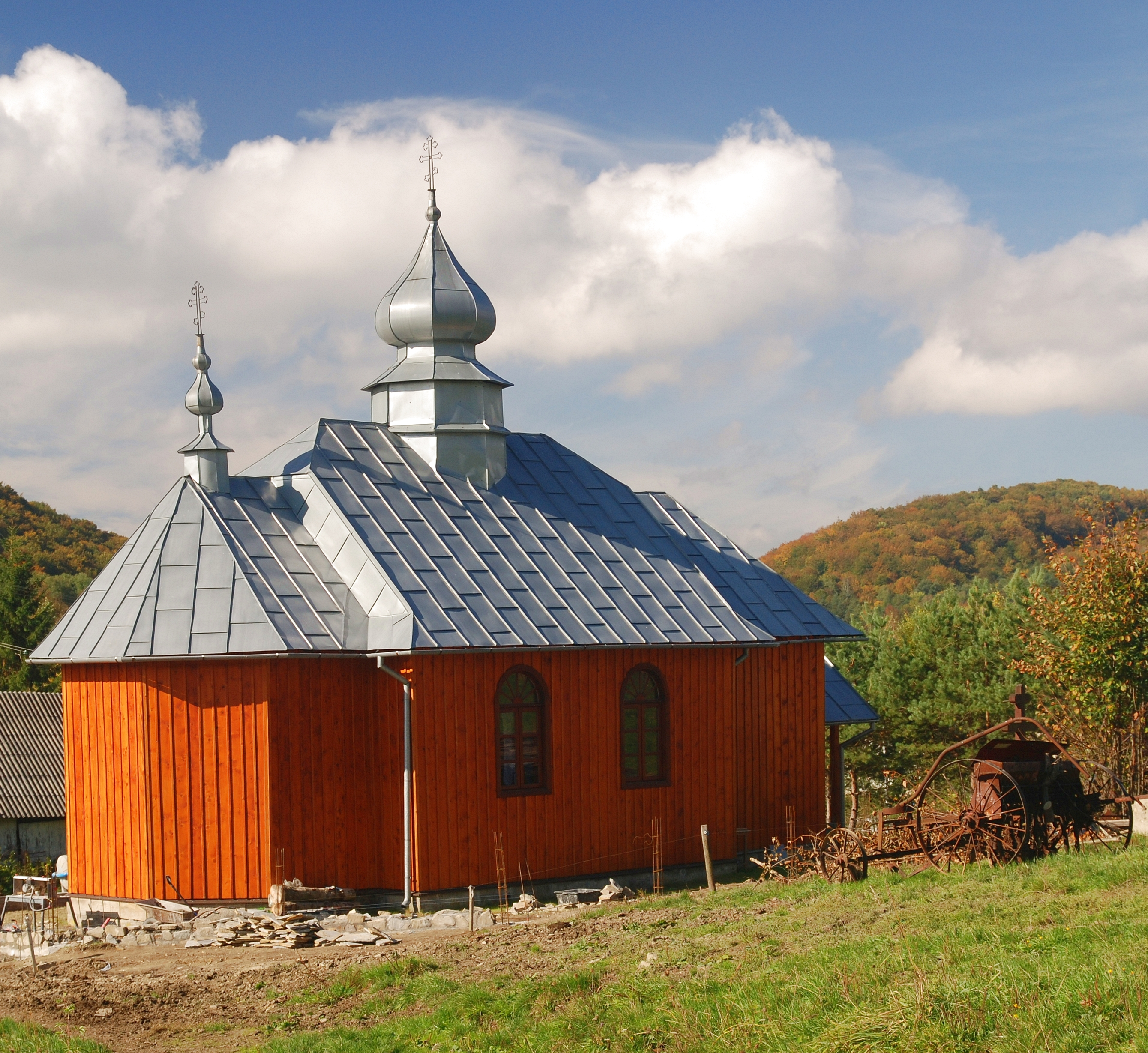
Widok od strony płn.-wsch.
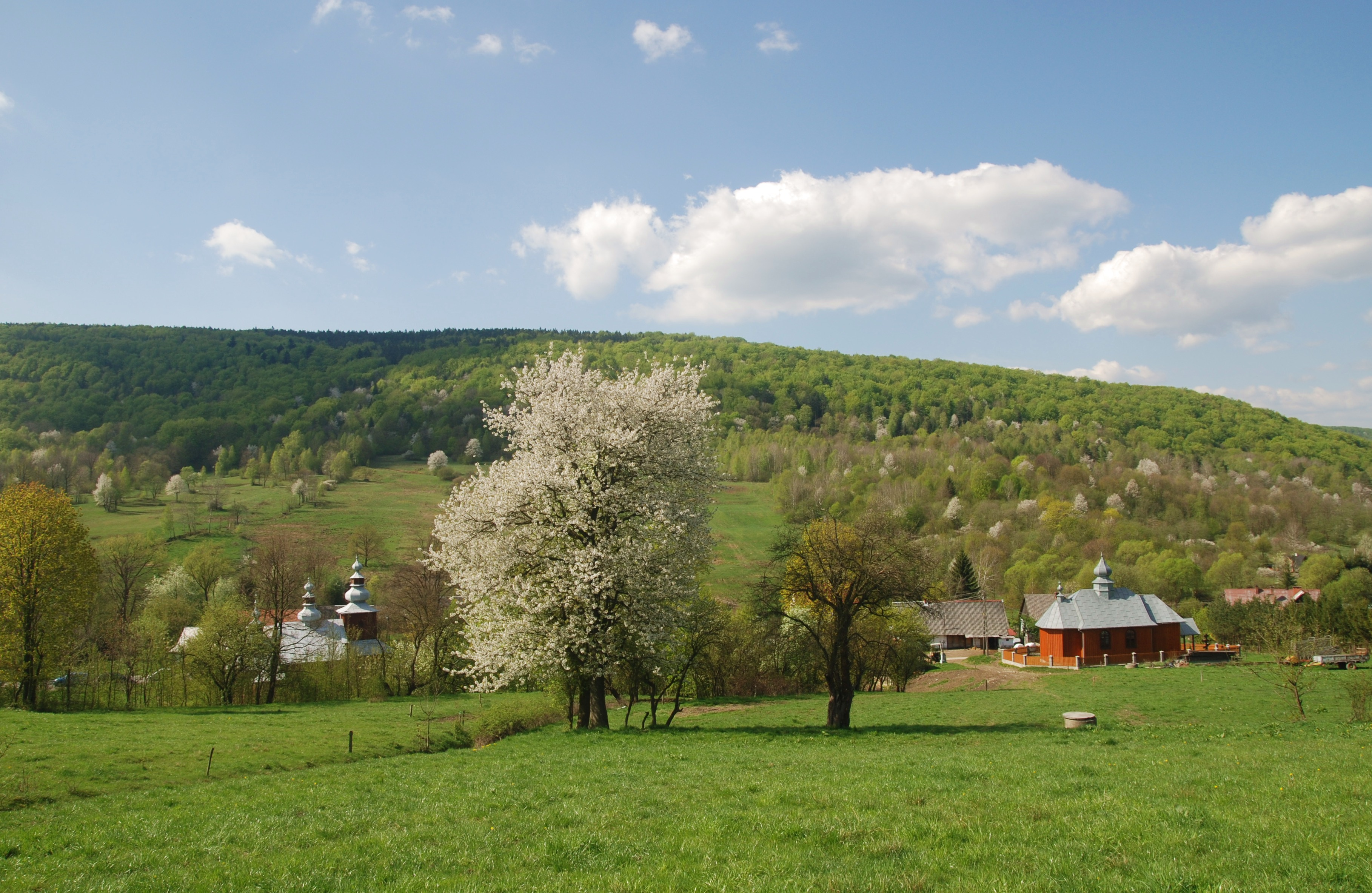
Dwie cerkwie w Bodakach